# Unebi
L’Unebi fut un croiseur protégé unique, construit à Lormont (France) sur le chantier naval de Forges et Chantiers de la Gironde pour la Marine impériale japonaise.

Il emprunte son nom à une montagne de 199,20 m de la Préfecture de Nara, proche d'Asuka. À l'Ère Meiji, dans la mythologie Shinto, elle a accueilli l'empereur Jimmu fondateur du Japon.

## Histoire

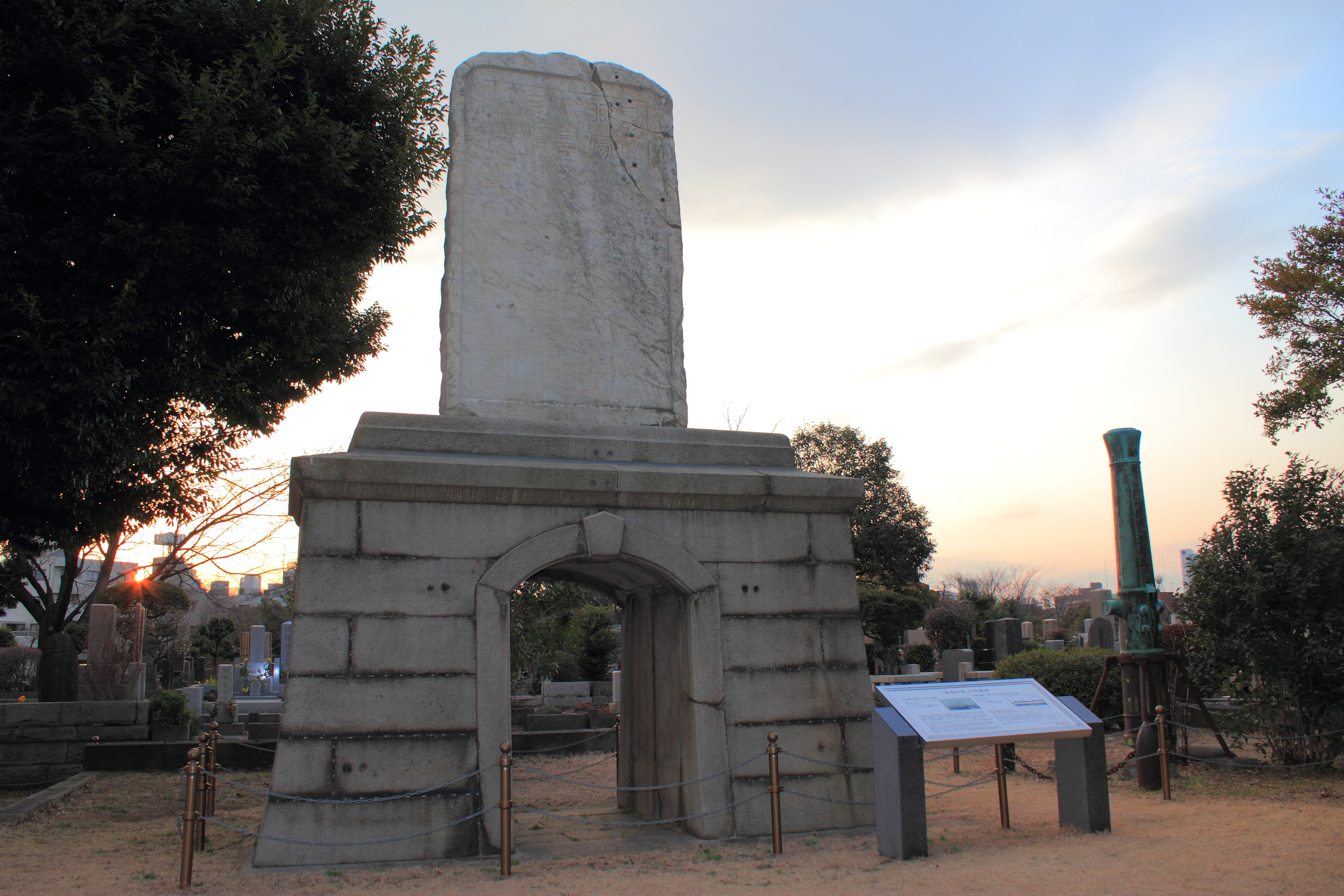
Le monument commémoratif du cimetière d'Aoyama à Tokyo

Par rapport à la classe Naniwa de croiseurs protégés de la même époque construite en Grande-Bretagne pour la marine japonaise, l’Unebi n'était pas d'une conception très avancée. Il avait encore un gréement à voiles comme complément de propulsion et sa vitesse restait faible à cause de son surpoids.
Trois mois après son lancement, en route vers le Japon, l’Unebi disparut avec ses 90 membres d'équipage et passagers, dont 70 français, sans laisser de trace, quelque part en mer de Chine méridionale en décembre 1886, entre Singapour et Yokohama.
Il n'y eut aucun survivant et son épave ne fut pas retrouvée. Les théories sur cette disparition mystérieuse ont alimenté de nombreux romans et ouvrages de fiction spéculative. La théorie qui était le plus souvent énoncée était son surpoids à cause de son armement excessif. Il a été officiellement déclaré perdu et rayé de la liste de la marine impériale japonaise le 19 octobre 1887. L’Unebi reste le seul cas de navire à disparaître sans laisser de trace dans les annales de la marine japonaise. Un monument commémoratif en hommage à l'équipage disparu est situé au cimetière d'Aoyama à Tokyo.
Le gouvernement japonais a annulé sa commande d'un croiseur de même conception et a reçu une indemnité du gouvernement français. Cette somme est allée vers la construction du croiseur Chiyoda. Peu enclin à continuer à travailler avec la construction navale française, le Japon a passé commande à John Brown & Company en Grande-Bretagne.